# Мей, Лидия
Лидия Мей (Лидия Юхановна Старкопф-Мей; эст. Lydia Mei, 2 июля 1896 — 14 сентября 1965) — эстонская художница-акварелистка, мастер натюрмортов.

## Биография
Родилась на эстонском острове Хийумаа и была средней из троих детей в семье капитана корабля. Все три сестры посвятили себя искусству. Лидия и Наталья стали представительницами художественного течения «Новая предметность», которое затронуло эстонское искусство в 1920-х годах, а Кристина стала скульптором.
В 1915 году Мей закончила Таллинскую женскую гимназию, изучала архитектуру в Женском политехническом институте в Петрограде до 1918 года, затем вернулась в Эстонию. В 1919 году участвовала в выставке художественного объединения «Паллас». Училась живописи у Николая Трийка. В 1920—1921 годах работала учителем рисования в педагогическом колледже в Тарту. Получила известность как автор акварелей в конце 1920-х, её работы были на выставках в Амстердаме, Риге, Хельсинки, Берлине и других городах. В начале 1940-х занималась иллюстрацией детских книг. Натюрморты Лидии Мей отличаются яркостью и богатством красок.
В 1925 году — член Эстонского центрального общества Художников изобразительного искусства (EKKKÜ), в 1931—1935 годах входила в Группу Эстонских Художников (EKR), В 1936 году — член Общества прикладного искусства (RaKü), С 1946 года — член Союза художников Эстонии.
В 1920—1928 была женой скульптора Антона Старкопфа, поэтому иногда упоминается как Лидия Мей-Старкопф.
Скончалась в 1965 году в Таллине.
Работы Лидии Мей хранятся в Эстонском художественном музее.

## Награды
15 сентября 1956 года награждена Почётной грамотой Президиума Верховного Совета Эстонской ССР.